# Gregory Berns
 (janvier 2025).
 (novembre 2024).
Gregory Scott Berns, né en juin 1964, est un neuroéconomiste, neuroscientifique, professeur de psychiatrie, et psychologue américain,,,,.
Il est titulaire de la chaire de neuroéconomie du Département de Psychiatrie et de Sciences comportementales de l'Université Emory, à Atlanta, où il est également professeur de psychiatrie et d'économie. Il est le directeur du Center for Neuropolicy cette même université.

## Études et activités

### Études
Gregory Berns ressort diplômé d'un Bachelor of Arts en physique à l'Université de Princeton en 1986, après avoir complété sa thèse. En 1990, il poursuit ses études à l'Université de Californie afin d'obtenir un Ph.D. en génie biologique, puis un doctorat en médecine en 1994.
De 1990 à 1994, Berns était assistant de recherche et effectuait un stage post-doctoral au Salk Institute for Biological Studies, ainsi qu'un stage de psychiatrie générale et de médecine au Centre Médical de l'Université de Pittsburgh (en) de 1994 à 1995, puis une résidence en psychiatrie adulte de 1995 à 1998.

## Publications

### Livres
- Gregory Berns, Satisfaction: The Science of Finding True Fulfillment, Henry Holt and Company, 2005 (ISBN 978-0-8050-7600-4, lire en ligne)
- Gregory Berns, Iconoclast: A Neuroscientist Reveals How to Think Differently (en), Harvard Business School Press, 2008 (ISBN 9781422115015, lire en ligne)
- Gregory Berns, How Dogs Love Us: A Neuroscientist and His Adopted Dog Decode the Canine Brain, New Harvest, 2013 (ISBN 9780544114517)
- Gregory Berns, What It's Like to Be a Dog: And Other Adventures in Animal Neuroscience, Basic Books, 2017 (ISBN 978-0465096244)
- Gregory Berns, The Self Delusion: The New Neuroscience of How We Invent—and Reinvent—Our Identities, Basic Books, 2022 (ISBN 9781541602298)

### Articles de recherche
- (en) MW Berns, J Aist, J Edwards, K Strahs, J Girton, P McNeill, JB Rattner, M Kitzes, M Hammer-Wilson, L-H Liaw, A Siemens, M Koonce, S Peterson, S Brenner, J Burt, R Walter, PJ Bryant, D van Dyk, J Coulombe, T Cahill et GS Berns, « Laser microsurgery in cell and developmental biology », Science, vol. 213, no 4507,‎ 1981, p. 505–513 (PMID 7017933, DOI 10.1126/science.7017933, Bibcode 1981Sci...213..505B, S2CID 20146961, lire en ligne)
- (en) GS Berns et MW Berns, « Computer-based tracking of living cells », Exp. Cell Res., vol. 142,‎ 1982, p. 103–109 (PMID 6754398, DOI 10.1016/0014-4827(82)90414-1, S2CID 37539813, lire en ligne)
- (en) MW Berns, GS Berns, J Coffey et AG Wile, « Exposure (dose) tables for hematoporphyrin derivative photoradiation therapy », Lasers in Surgery and Medicine, vol. 4, no 1,‎ 1984, p. 107–131 (PMID 6235411, DOI 10.1002/lsm.1900040115, S2CID 46559135)
- (en) GS Berns, ML Hull et HA Patterson, « Implementation of a five degree of freedom automated system to determine knee flexibility in vitro », Journal of Biomechanical Engineering, vol. 112, no 4,‎ 1990, p. 392–400 (PMID 2273865, DOI 10.1115/1.2891202)
- (en) SM Howell, GS Berns et TE Farley, « Unimpinged and impinged anterior cruciate ligament grafts: MR signal intensity measurements », Radiology, vol. 179, no 3,‎ 1991, p. 639–643 (PMID 2027966, DOI 10.1148/radiology.179.3.2027966)
- (en) GS Berns, ML Hull et HA Patterson, « Strain in the anteromedial bundle of the anterior cruciate ligament under combination loading », J. Orthop. Res., vol. 10, no 2,‎ 1992, p. 167–176 (PMID 1740734, DOI 10.1002/jor.1100100203, S2CID 24309312)
- (en) GS Berns, SM Howell et TE Farley, « The accuracy of signal intensity measurements in magnetic resonance imaging as evaluated within the knee », Magn. Reson. Imag., vol. 10, no 4,‎ 1992, p. 573–578 (PMID 1501527, DOI 10.1016/0730-725x(92)90008-n)
- (en) GS Berns et SM Howell, « Roofplasty requirements in vitro for different tibial hole placements in anterior cruciate ligament reconstructions », Am. J. Sports Med., vol. 21, no 2,‎ 1993, p. 292–298 (PMID 8465927, DOI 10.1177/036354659302100221, S2CID 36262257)
- (en) GS Berns, P Dayan et TJ Sejnowski, « A correlational model for the development of disparity selectivity in visual cortex that depends on prenatal and postnatal phases », Proc. Natl. Acad. Sci. USA, vol. 90, no 17,‎ 1993, p. 8277–8281 (PMID 8367493, PMCID 47332, DOI 10.1073/pnas.90.17.8277 , Bibcode 1993PNAS...90.8277B)
- (en) ML Hull, GS Berns, H Varma et HA Patterson, « 1996 Strain in the medial collateral ligament of the human knee under single and combined loads », J. Biomech, vol. 29, no 2,‎ 1996, p. 199–206 (PMID 8849813, DOI 10.1016/0021-9290(95)00046-1)
- (en) GS Berns, JD Cohen et MA Mintun, « Brain regions responsive to novelty in the absence of awareness », Science, vol. 276, no 5316,‎ 1997, p. 1272–1275 (PMID 9157889, DOI 10.1126/science.276.5316.1272)
- (en) GS Berns et TJ Sejnowski, « A computational model of how the basal ganglia produce sequences », J. Cogn. Neurosci. (en), vol. 10, no 1,‎ 1998, p. 108–121 (PMID 9526086, DOI 10.1162/089892998563815, S2CID 1579309)
- (en) CB Nemeroff, CD Kilts et GS Berns, « Functional brain imaging: Twenty-first century phrenology or psychobiological advance for the millennium? », Am. J. Psychiatry, vol. 156, no 5,‎ 1999, p. 671–673 (PMID 10327896, DOI 10.1176/ajp.156.5.671, S2CID 10243537)
- (en) GS Berns, AW Song et H Mao, « Continuous functional magnetic resonance imaging reveals dynamic nonlinearities in "dose-response" curves for finger opposition », J. Neurosci., vol. 19, no 14,‎ 1999, p. 1–6 (PMID 10407059, PMCID 6783069, DOI 10.1523/JNEUROSCI.19-14-j0003.1999 )
- (en) A Bischoff-Grethe, SM Proper, H Mao, KA Daniels et GS Berns, « 2000 Conscious and unconscious processing of nonverbal predictability in Wernicke's area », J. Neurosci., vol. 20, no 5,‎ 2000, p. 1975–1981 (PMID 10684898, PMCID 6772930, DOI 10.1523/JNEUROSCI.20-05-01975.2000 )
- (en) GS Berns, SM McClure, G Pagnoni et PR Montague, « Predictability modulates human brain response to reward », J. Neurosci., vol. 21, no 8,‎ 2001, p. 2793–2798 (PMID 11306631, PMCID 6762527, DOI 10.1523/JNEUROSCI.21-08-02793.2001 )
- (en) A Bischoff-Grethe, M Martin, H Mao et GS Berns, « The context of uncertainty modulates the subcortical response to predictability », J. Cogn. Neurosci., vol. 13, no 7,‎ 2001, p. 986–993 (PMID 11595100, DOI 10.1162/089892901753165881, S2CID 11950576)
- (en) GS Berns, M Martin et S Proper, « Limbic hyperreactivity in bipolar II disorder », Am. J. Psychiatry, vol. 159, nos 304–306,‎ 2002, p. 304–6 (PMID 11823276, DOI 10.1176/appi.ajp.159.2.304)
- Pagnoni G, Zink CF, Montague PR, Berns GS: Activity in human ventral striatum locked to errors of reward prediction. Nat. Neurosci., 5:97-98, 2002. PDF.
- Dhamala M, Pagnoni G, Wiesenfeld K, Berns GS: Measurements of brain activity complexity for varying mental loads. Phys. Rev. E., 65:041917(7), 2002.
- Rilling JK, Gutman DA, Zeh TR, Pagnoni G, Berns GS, Kilts CD: A neural basis for social cooperation. Neuron, 35:395-405, 2002. PDF.
- (en) PR Montague, GS Berns, JD Cohen, SM McClure, G Pagnoni, M Dhamala, M Wiest, I Karpov, RD King, N Apple et RE Fisher, « Hyperscanning: Simultaneous fMRI during linked social interactions », NeuroImage, vol. 16, no 4,‎ 2002, p. 1159–1164 (PMID 12202103, DOI 10.1006/nimg.2002.1150, S2CID 15988039)
- McClure SM, Berns GS, Montague PR: Temporal prediction errors in a passive learning task activate human striatum. Neuron 38: 339–346, 2003. PDF.
- (en) M Dhamala, G Pagnoni, K Wiesenfeld, CF Zink, M Martin et GS Berns, « Neural correlates of the complexity of rhythmic finger tapping. », NeuroImage, vol. 20, no 2,‎ 2003, p. 918–926 (PMID 14568462, DOI 10.1016/s1053-8119(03)00304-5, S2CID 14395641)
- Zink CF, Pagnoni G, Martin ME, Dhamala M, Berns GS: Human striatal response to salient non-rewarding stimuli. J. Neurosci. 23:8092-8097, 2003. PDF. Accompanying editorial.
- Zink CF, Pagnoni G, Martin-Skurski ME, Chappelow JC, Berns GS: Human striatal response to monetary reward depends on saliency. Neuron 42:509-517, 2004. PDF.
- Capuron L, Pagnoni G, Demetrashvili M, Woolwine BJ, Nemeroff CB, Berns GS, Miller AH: Anterior cingulate activation and error processing during interferon-alpha treatment. Biol. Psych. (en) 58:190-196, 2005. PDF.
- Berns GS, Chappelow JC, Zink CF, Pagnoni G, Martin-Skurski ME, Richards R: Neurobiological correlates of social conformity and independence during mental rotation. Biol. Psychiatry 58:245-253, 2005. PDF.
- Zink CF, Pagnoni G, Chappelow JC, Martin-Skurski ME, Berns GS: Human striatal activation reflects degree of stimulus saliency. Neuroimage 29:977-983, 2006. PDF.
- Berns GS, Chappelow J, Cekic M, Zink CF, Pagnoni G, Martin-Skurski ME: Neurobiologic substrates of dread. Science, 312:754-758, 2006. PDF. Supporting Materials.
- Capuron L, Pagnoni G, Demetrashvili MF, Lawson DH, Fornwalt FB, Woolwine B, Berns GS, Nemeroff CB, Miller AH: Basal ganglia hypermetabolism and symptoms of fatigue during interferon-alpha therapy. Neuropsychopharmacology 32:2394-2392, 2007.
- Berns GS, Capra CM, Moore S, Noussair C: A shocking experiment: new evidence on probability weighting and common ratio violations. Judgment and Decision Making (en) 2:234-242, 2007. PDF.
- Chandrasekhar PVS, Capra CM, Moore S, Noussair C, Berns GS: Neurobiological regret and rejoice functions for aversive outcomes. Neuroimage 39:1472-1484 (epub Nov 2007). PDF.
- Berns GS, Capra CM, Chappelow J, Moore S, Noussair C: Nonlinear neurobiological probability weighting functions for aversive outcomes. Neuroimage 39:2047-2057, 2008 (epub Nov 2007). PDF.
- (en) JB Engelmann, CM Capra, C Noussair et GS Berns, « Expert financial advice neurobiologically "offloads" financial decision-making under risk », PLoS ONE, vol. 4, no 3,‎ 2009, e4957 (PMID 19308261, PMCID 2655712, DOI 10.1371/journal.pone.0004957 , Bibcode 2009PLoSO...4.4957E)
- (en) GS Berns, S Moore et CM Capra, « 2009 Adolescent engagement in dangerous behaviors is associated with increased white matter maturity of frontal cortex », PLOS ONE, vol. 4, no 8,‎ 2009, e6773 (PMID 19707512, PMCID 2728774, DOI 10.1371/journal.pone.0006773 )
- (en) GS Berns, CM Capra, S Moore et C Noussair, « Neural mechanisms of the influence of popularity on adolescent ratings of music », NeuroImage, vol. 49, no 3,‎ 2010, p. 2687–2696 (PMID 19879365, PMCID 2818406, DOI 10.1016/j.neuroimage.2009.10.070)
- (en) Gregory S. Berns, Brooks, Andrew M., Spivak, Mark et Neuhauss, Stephan C. F., « Functional MRI in Awake Unrestrained Dogs », PLOS ONE, vol. 7, no 5,‎ 11 mai 2012, e38027 (PMID 22606363, PMCID 3350478, DOI 10.1371/journal.pone.0038027 , Bibcode 2012PLoSO...738027B)